# All Out War
All Out War est un groupe américain de metalcore, originaire de New York.

## Histoire
Le groupe est formé en 1991 par le chanteur Mike Score et l'ancien guitariste de Merauder Chris Bozeth. Après des démos et un EP Destined to Burn chez Hardway Records, le groupe se sépare d'abord au milieu des années 1990. En 1997, le groupe se reforme autour de Score et se compose des guitaristes Jim Antonelli et Taras Apuzzo, du bassiste Eric Carrillo et du batteur Jesse Sutherland. Après la sortie de leur premier album Truth in the Age of Lies sur le label allemand Gain Ground la même année, le groupe fait une tournée européenne en jouant avec Liar et Congress. Le groupe se produit également avec Sick of It All, Biohazard, Type O Negative, Deicide, Agnostic Front, Napalm Death et Earth Crisis. Dès octobre 1998, un deuxième album, For Those Who Were Crucified, sort sur Victory Records. Il contient entre autres des reprises de la chanson By Myself de Cro-Mags et de la chanson Mad World de Corrosion of Conformity. Sur cet album participent le guitariste Brad Mader et le batteur Matt Baryne comme nouveaux membres. Lors des tournées américaines suivantes, le groupe joue avec Buried Alive, Reach the Sky et Shadows Fall. Ils ont également joué avec Blood for Blood et Hatebreed. Après un concert au New England Metal and Hardcore Festival en 2001, le groupe se sépare à nouveau.
En raison d'un concert de charité au CBGB, le groupe revient en 2003 avec l'album Condemned to Suffer. Outre Score, Apuzzo et Sutherland, le groupe est composé du guitariste Jose Segarra et du bassiste Andy Pietroluongo. Dans cette formation, des concerts sont donnés avec Misery Signals et une tournée de deux semaines en Europe a lieu avant que la dissolution n'intervienne à nouveau en mai 2004,. Les membres restants forment alors Nerve Gas Tragedy. En juin 2004, Score annonce qu'il ne prévoyait pas de reformer le groupe, car il voulait se consacrer à son métier de professeur d'histoire au lycéeNéanmoins, le groupe se reforme en 2006 et se compose de Score, Antonelli, Carrillo, du guitariste Jim Bremer et du batteur Lou Iuzzini. En avril, l'album Assassins in the House of God sort chez Victory Records. Le support sonore avait été produit par Erin Farley. Lou Medina y joue de la batterie. Rich O'Brien de Darkside NYC est invité à chanter sur la chanson Politics of Apathy. Chris Bozeth collabore également à l'album. En 2008, la séparation d'avec Victory Records est annoncée. Néanmoins, l'album Into the Killing Fields sort en 2010 sous ce label et le casting est composé des mêmes membres que pour le précédent. En août 2015, le groupe participe entre autres au Brutal Assault et au Ieperfest.

## Style musical
laut.de écrit à propos de All Out War que le groupe, à l'instar d'autres groupes du genre (Cro-Mags, Merauder), mélange le hardcore new-yorkais et le metal. Selon Mike DaRonco d'AllMusic, le groupe croise le punk et le metal et est influencé par Slayer, Agnostic Front, Cro-Mags et Sick of It All. Christian Graf note dans son Nu Metal und Crossover Lexikon des influences de Slayer, Cro-Mags et Carcass. Leur style musical se caractérise par des « guitares puissantes » et des doubles basses. Le site web de Victory Records mentionne Cro-Mags, Kreator, Sodom et Carnivore comme influences. Selon Score, All Out War est créé à l'origine pour mélanger les styles de Kreator, Sodom et Destruction.

## Discographie
- 1992 : Sum of All Fears (démo)
- 1993 : All Out War (démo)
- 1994 : Destined to Burn (EP, Hardway Records)
- 1994 : Philly Dust Krew (split avec Starkweather, Dare to Defy und Hard Response, Too Damn Hype Records)
- 1997 : Truth in the Age of Lies (album, Gain Ground)[10]
- 1997 : Hymns of the Apocalypse (single, Gain Ground)
- 1998 : For Those Who Were Crucified (album, Victory Records)[10]
- 2001 : NYC Takeover Vol. 1 (split avec Reach the Sky et Grey Area, Victory Records)
- 2003 : Condemned to Suffer (album, Victory Records)
- 2007 : Assassins in the House of God (album, Victory Records)
- 2010 : Into the Killing Fields (album, Victory Records)
- 2013 : Drowning in Damnation / Show of Force (single, Organized Crime Records)
- 2015 : Dying Gods (EP, Organized Crime Records)
- 2017 : Give Us Extinction (album, Organized Crime Records)
- 2023 : Celestial Rot (album)[11]